# خانواده کادوری
خانواده کادوری (عبری: כדורי‎) یک خانواده ثروتمند بریتانیایی می‌باشند، که پیشینه آنها به یهودیان مزراحی بغداد بازمی‌گردد. بخشی از این خانواده از اواسط قرن ۱۸ به شهر بمبئی مهاجرت کردند و امروزه یکی از ثروتمندترین خانواده‌های آسیا محسوب می‌شوند. تجارت خانواده کادوری از اواسط قرن ۱۹ به شانگهای و سپس از سال ۱۹۴۹ به بعد نیز به هنگ کنگ توسعه یافت.